# درختزارهای خشک بلوچستان
درختزارهای خشک بلوچستان (انگلیسی: Baluchistan xeric woodlands) ارتفاعات میانی مجموعه‌ای از رشته کوه‌های غرب پاکستان و شمال شرقی افغانستان را پوشش می‌دهد که به ۱۲۰۰ کیلومتر (۷۵۰ مایل) از دریای عرب در جنوب تا کوه‌های هندوکش و هیمالیا در شمال می‌رسد. پوشش گیاهی مشخصه درختزارهای خشک درختچه‌ای و پوشش علفی است. این منطقه دارای تنوع زیستی غنی اما گونه‌های بومی نسبتا کمی است.

## موقعیت
در جنوب، منطقه‌اکو از رشته‌های ساحلی به رشته‌ساحلی مکران و کوه‌های کیرتار منتهی می‌شود و از طریق بیابان خشک استان بلوچستان پاکستان در امتداد مرز غربی پاکستان، از جمله رشته‌کوه زرغون غر، رشته‌کوه سلیمان و سفید کوه به سمت ایالت خیبر پختونخوا به سمت شمال پیش می‌رود و در نهایت به هندوکش و هیمالیا می‌رسد. این رشته‌کوه‌ها توسط گذرگاه‌ها و دره‌هایی از جمله دره بولان در نزدیکی کویته و تنکه خیبر بر فراز دره پیشاور قطع می‌شوند. ارتفاعات از سطح دریا تا ارتفاع ۴۵۷۵ متر (۱۵۰۱۰ فوت) متغیر است.
در امتداد ضلع جنوب غربی منطقه بوم‌گردی، مناطق بیابان و نیمه‌بیابان نوبی–سندی جنوب ایران بسیار خشک و بوم‌گردی‌های بیابانی ماسه‌ای ریگستان–شمال پاکستان در شرق ایران قرار دارند. در شمال افغانستان، منطقه بوم جنگلی زریک کوه‌های مرکزی افغانستان است. در امتداد ضلع شرقی، جنگل‌های بوته‌ای خار شمال غربی قرار دارد. در وسط منطقه بوم‌گردی، در امتداد بالای بلندترین خط الراس، تکه‌های جدا شده از دو منطقه بوم‌گردی مرطوب‌تر - جنگل‌های مخروطی کوهستانی شرق افغانستان و علفزارهای کوهستانی رشته سلیمان -  وجود دارد.
خاک‌های این منطقه حاوی سنگ گچ هستند و به عنوان خاک‌های پدوکال (دارای کربنات کلسیم زیاد و مواد آلی کم) طبقه‌بندی می‌شوند. در شمال منطقه خاک‌هایش حاوی سنگ آهک، رسی، شن و سنگ است.

## اقلیم
آب و هوای منطقه بوم‌گردی نیمه خشک است (سامانه طبقه‌بندی اقلیمی کوپن (BSh)). این آب و هوا از ویژگی‌های استپ‌ها با تابستان‌های گرم و زمستان‌های خنک یا معتدل و کم بارش است. میانگین سردترین ماه بالاتر از ۰ درجه سانتیگراد (۳۲ درجه فارنهایت) است. میانگین بارندگی ۱۵۰ میلی متر در سال است.
وزش بادهای گرم از شمال در تابستان رخ می‌دهد و طوفان‌های گرد و غبار را در جنوب با سرعت ۱۱۰ مایل در ساعت افزایش می‌دهد.

## گیاهان و جانوران
۶۷ درصد از قلمرو پوشش گیاهی برهنه یا کم است. ۹ درصد بوته زار، ۸ درصد گیاهی علفی و ۹ درصد زمین زراعی است. زیر ۱۵۰۰ متر، با درختچه‌های استپ پوشیده شده است. از ارتفاع ۱۵۰۰ تا ۲۰۰ متری جنگل‌های روباز کوهستانی شامل بنه، سرده بادام، زرشک یافت می‌شود. پایین‌تر از این ارتفاع سرده پیچ امین‌الدوله، درمنه پیدا می‌شود. در ارتفاعات بالاتر یک منطقه از درختان سخت‌برگ (برس چوبی با برگ‌های سخت) وجود دارد.
در این بیش از ۳۰۰ گونه پرنده ثبت شده است که اکثر آنها مهاجر هستند.